# 西岡拓朗
西岡 拓朗（にしおか たくろう、1983年11月21日 - ）は、広島県出身の競輪選手、BMX（レーシング）選手。

## 来歴
5歳の頃より、主に土師ダムを練習地としてBMXに取り組むようになるが、その後諸般の事情が重なって一旦遠ざかった。しかし、広島市立五日市観音中学校時代に、野球から転向する形でBMXに再度取り組むようになった。
広島県立五日市高等学校1年の時渡米し、以後毎年、BMXの本場であるアメリカでプレーするようになる。2001年には、同国のスーパークラスに昇格した。
2004年、全日本BMX選手権大会で優勝。同年JBMXF全日本シリーズチャンピオン獲得。
2006年〜2007年、オーストラリアに渡りAA PROクラスで1年間レースに参戦。
2008年、同年開催の北京オリンピックより、BMXが正式種目として採用されることになった。同年の世界選手権はその出場権をかけた大会となったが、予選敗退に終わり、オリンピック出場を絶たれた。その後、和田誠吾（日本競輪学校第55期生）に師事して競輪選手を目指すことになり、同年11月、同じくBMX選手である黒田淳らとともに、競輪学校第97期生として入学。
2009年10月日本競輪学校を卒業。
2010年1月5日、日本競輪選手会広島支部所属の選手として、別府競輪場でデビューし初勝利を挙げた。なお、BMXは現在も競技を続けている。